# زوفای بزرگ معطر
زوفای بزرگ معطر (نام علمی: Agastache foeniculum) نام یک گونه از خانواده نعنائیان است.